# هيلين وارد (مغنية)
هيلين وارد (بالإنجليزية: Helen Ward)‏ هي مغنية أمريكية، ولدت في 19 سبتمبر 1913 في نيويورك في الولايات المتحدة، وتوفيت في 21 أبريل 1998.

## وصلات خارجية
- هيلين وارد على موقع IMDb (الإنجليزية)
- هيلين وارد على موقع ميوزك برينز (الإنجليزية)
- هيلين وارد على موقع أول ميوزيك (الإنجليزية)
- هيلين وارد على موقع ديسكوغز (الإنجليزية)